# Лазар Комарчич
Лазар Комарчич (серб. Лазар Комарчић; нар. 9 (21) січня 1839, Плєвля, або Крняча — пом. 9 (22) січня 1909, Белград) — сербський романіст, драматург, журналіст. Піонер науково-фантастичної літератури в Сербії, автор першого сербського науково-фантастичного роману «Одна згасла зоря» (1902). Іноді писав під псевдонімом «Дегіль» (серб. Дегиљ). 
За словами літературознавця Йована Скерлича, Комарчич був найбільш читаним автором на зламі XIX і XX століть. Та, на жаль, науково-фантастичні твори і кримінальні романи на початку XX століття не вважалися красним письменством, і з плином часу він канув у забуття аж до 1970-х років, коли його твори були відроджені.

## Життєпис
Лазар Комарчич народився в невеличкому селі Комартиця біля міста Плєвля в тодішній Османської імперії в сім'ї Міленка і Спасенії Комориць родом із Горньої Маочі у північно-східній Боснії. Дядька Лазара вбили турки, а батько Лазара вирішив їм помститися, за що був схоплений і ув'язнений у Плєвлі. Після того, як Міленко звідти втік, він забрав дружину та дітей і переїхав із ріднею у Валєво. Саме в цей час родина змінила своє прізвище на Комарчич. У Валєво Лазар пішов у школу, але його батьки незабаром померли. Він переїхав у Белград, де навчався в Grandes écoles при Белградському університеті.
Бувши журналістом, спочатку працював у газеті «Србија», навколо якої в 70-х рр. XIX ст. гуртувалася передова молодь Сербії, а потім у газетах «Будућност», «Исток», «Нови Завет» і «Видело». 1875 р. започаткував і власний часопис «Збор» у Крагуєваці, в якому викладав свої політичні погляди, на які тоді впливали соціалістичні думки Светозара Марковича.
1902 р. написав перший сербський науково-фантастичний роман «Одна згасла зоря», який поряд із драмою Драгутина Ілича «За мільйон років» (1889) вважається таким, що заклав основи сучасної сербської фантастики.
Роман «Один знищений розум» 1893 р. здобув нагороду Сербської королівської академії. Відзначено було і збірку оповідань «Нотатник одного покійника». Він також написав романи «Дорогоцінне намисто» (1880), «Два аманети» (1893) та «Прошаки» (1905). Ці романи мають кримінальний сюжет і є одними з перших у своєму роді сербською мовою. Вся письменницька творчість Лазара Комарчича не зводиться виключно до наукової фантастики, а має також риси романтичної та реалістичної літератури.
 
На відміну від Жюля Верна і Герберта Веллса за межами Сербії майже повністю забутий. Тому засноване у Белграді 1981 року Товариство шанувальників фантастики імені Лазара Комарчича, плекаючи наукову фантастику, взяло для своєї назви ім'я одного з перших письменників, які творили наукову фантастику на сербських і південнослов'янських землях. Цим же товариством у 1984 році було розпочато вручення Премії імені Лазара Комарчича за найкращі фантастичні твори року.

### Романи
- Драгоцена огрлица, 1880.
- Два аманета, 1893.
- Један разорени ум, 1893.
- Мој кочијаш : слике 1883 године, 1887.
- Једна угашена звезда, 1902.
- Просиоци, 1905.
- Мученици за слободу, 1907.

### Збірки оповідань
Приповетке Лазе Комарчића, 1894. које садрже приче: 
- Записник једног покојника
- Последње збогом
- Шах-мат!

### Інше
Испод Букуље